# Nokia 808 PureView
Il Nokia 808 PureView è uno smartphone della Nokia.
È stato presentato il 27 febbraio 2012 al Mobile World Congress di Barcellona, ricevendo in tale occasione il premio di Best New Mobile Handset, Device or Tablet del MWC 2012.
La particolarità di questo cellulare è di avere una fotocamera da 41 megapixel con l'utilizzo di lenti ottiche Carl Zeiss.
È stato l'ultimo smartphone della Nokia a utilizzare Symbian OS.